# مرتفع الآصور
مرتفع الآصور (أو مرتفع بِرمودا) هي منطقة من المناطق السبعة التي تعرف على مدار السنة ضغطا جويا مرتفعا نسبيا. وهي تتميز بضغط جوي مرتفع وهواء جاف وأجواء صافية ورياح سطحية منخفضة السرعة مقارنة مع المناطق المجاورة لها.
المناطق الست المتبقية هي كالتالي: المرتفع السيبيري (الآسيوي)، مرتفع المحيط الهادي (الهاييتي)، مرتفع شمال أمريكا (الكندي) بالنصف الشمالي للكرة الأرضية ومرتفع المحيط الهندي، مرتفع جنوب المحيط الأطلسي [الإنجليزية] (سانت هيلينا) ومرتفع جنوب المحيط الهادي [الإنجليزية] بالنصف الجنوبي للكرة الأرضية.
مرتفع الآصور (أو مرتفع بِرمودا) هو دوران عكسي دون مداري شاسع يتمركز على المحيط الأطلسي بين خطي العرض 25° و 35° شمالا. ويمتد هذا المرتفع أحيانا كثيرة نحو الغرب ليصل إلى بِرمودا ؛ فيُعرف حينذاك في شمال أمريكا بمرتفع بِرمودا. وهو يمتد نحو خطوط عرض مرتفعة فيكون مصحوبا برياح غربية على المناطق المتوسطة العرض في طرفه الشمالي المقابل للقطب الشمالي ورياح شرقية في طرفه الجنوبي المقابل لخط الاستواء.
و يمتد هذا العنصر الدائم وشبه المستقر من عناصر الدوران الجوي من الشرق إلى الغرب مع تمركز قيم ضغطه العليا على الجزء الشرقي من المحيط الأطلسي دون المداري بمحاذاة جزر الآصور. ويبرز أكثر خلال فصل الصيف حين يظهر تباين واضح بين درجتي حرارة البر والبحر، فتتمركز ذروته الصيفية بين 34° و 38° شمالا تقريبا. ويتسع المرتفع أحيانا كثيرة حتى يؤثر في منحى سير الأعاصير فيرسل العواصف غربا نحو الكاريبي وجنوب شرق الولايات المتحدة. أما خلال فصل الشتاء فيكون أقل بروزا ويتمركز على خط عرض أقل نسبيا.
تكون الرياح ضعيفة ومتغيرة الاتجاه بداخل مرتفع الآصور. ويرتبط بالمرتفع ظاهرتي التباعد والهبوط وكذا الطقس اللطيف. ويوجد تباين واضح بين الطرفين الشرقي والغربي للمرتفع. فيتميز الطرف الشرقي بهبوط شديد ومناخ جاف في حين يندر الهبوط أو ينعدم في الطرف الغربي ويكون مناخه أكثر رطوبة. ويساهم طول المسافة التي يقطعها الهواء فوق المياه الدافئة للمحيط الأطلسي دون المداري في جعل المناخ على الواجهة الغربية للمحيط أكثر رطوبة. ويوجد دوران جوي واسع للتسخين من الشرق إلى الغرب يربط بين البراري والبحار. فيتطابق الهبوط القوي على الأطراف الشرقية لمرتفع الآصور مع فروع الهبوط من خلايا هذا الدوران في حين يتواجد الطرف الغربي بالقرب من الفرع الصاعد. وتستغل الشدة النسبية للمرتفع كمتغير لأجل تحديد تذبذب شمال المحيط الأطلسي والمؤشر المرتبط به.

## المصدر
- موسوعة مناخ العالم – جون أُ. أوليـفِر.
- معجم المصطلحات العلمية والفنية المستعملة في الأرصاد الجوية (إنجليزي-عربي)– محمد فتحي طه.